# Kengtung
Cette page contient des caractères spéciaux ou non latins. S’ils s’affichent mal (▯, ?, etc.), consultez la page d’aide Unicode.
Kengtung (birman : ကျိုင်းတုံမြို့ ; MLCTS : kyuing: tum mrui, aussi transcrit Cheingtung, Chiang Tung, Kyaingtong et Kengtong) est une ville de Birmanie située dans l'Est de l'État Shan. C'est la principale ville de la municipalité de Kengtung. Elle possède un collège d'enseignement supérieur et un aéroport (code IATA : KET, code OACI : VYKG). Elle est qualifiée de capitale du Triangle d'or birman.
Kengtung fut fondée à la fin du XIIIe siècle par le petit-fils du roi Mengrai, de la dynastie de Chiang Mai. Elle faisait partie du royaume thaï de Lanna. Pour cette raison, sa composition ethnique est un peu différente de celle du reste de l'État Shan.
Au cours de la Seconde Guerre mondiale, Kengtung fut un des principaux objectifs de l'armée thaïlandaise, qui s'en empara le 27 mai 1942 et y installa son quartier général. À la fin de la guerre, elle l'abandonna avec l'ensemble de l'État Shan.
Le palais du saopha (prince) de Kengtung, bâtiment de style colonial construit en 1905 par Kawng Kiao Intaleng, a été détruit en 1991

## Culte
- La cathédrale du Cœur-Immaculé-de-Marie est le siège du diocèse de Kengtung.

## Personnalités
- Yin Yin Nwe (née vers 1952), géologue.